# Киселёв, Евгений Дмитриевич
Евге́ний Дми́триевич Киселёв (1908—1963) — советский дипломат. Чрезвычайный и полномочный посол.

## Биография
Окончил Институт народного хозяйства им. Г. В. Плеханова в 1930 году и Институт дипломатических и консульских работников НКИД СССР в 1938 году. В НКИД СССР с 1938 года. Член ВКП(б) с 1938 года.
В 1930—1937 годах — на хозяйственной и профсоюзной работе на предприятиях горнорудной промышленности Урала.
В 1937—1938 годах — секретарь в Консульства СССР в Клайпеде (Литва).
В 1939—1940 годах — в аппарате НКИД СССР.
С октября по декабрь 1940 года — секретарь консульства СССР в Кёнигсберге (Германия).
С декабря 1940 по 22 мая 1941 года — генеральный консул СССР в Кёнигсберге.
В 1941—1943 годах — служба в РККА.
В 1943—1945 годах — генеральный консул СССР в Нью-Йорке (США). Установил хорошие отношения с деятелями культуры из числа русских и европейских эмигрантов, устраивал для них приёмы, которые являлись выражением поддержки Советскому Союзу в войне с Германией. Среди посещавших приёмы: Артуро Тосканини, Бруно Вальтер, Александр Гречанинов, Николай Малько, Владимир Горовиц, Поль Робсон.
Встречался с экзархом Русской Церкви в США митрополитом Вениамином (Федченковым). По совету Киселёва владыка Вениамин написал автобиографическую книгу «На рубеже двух эпох».

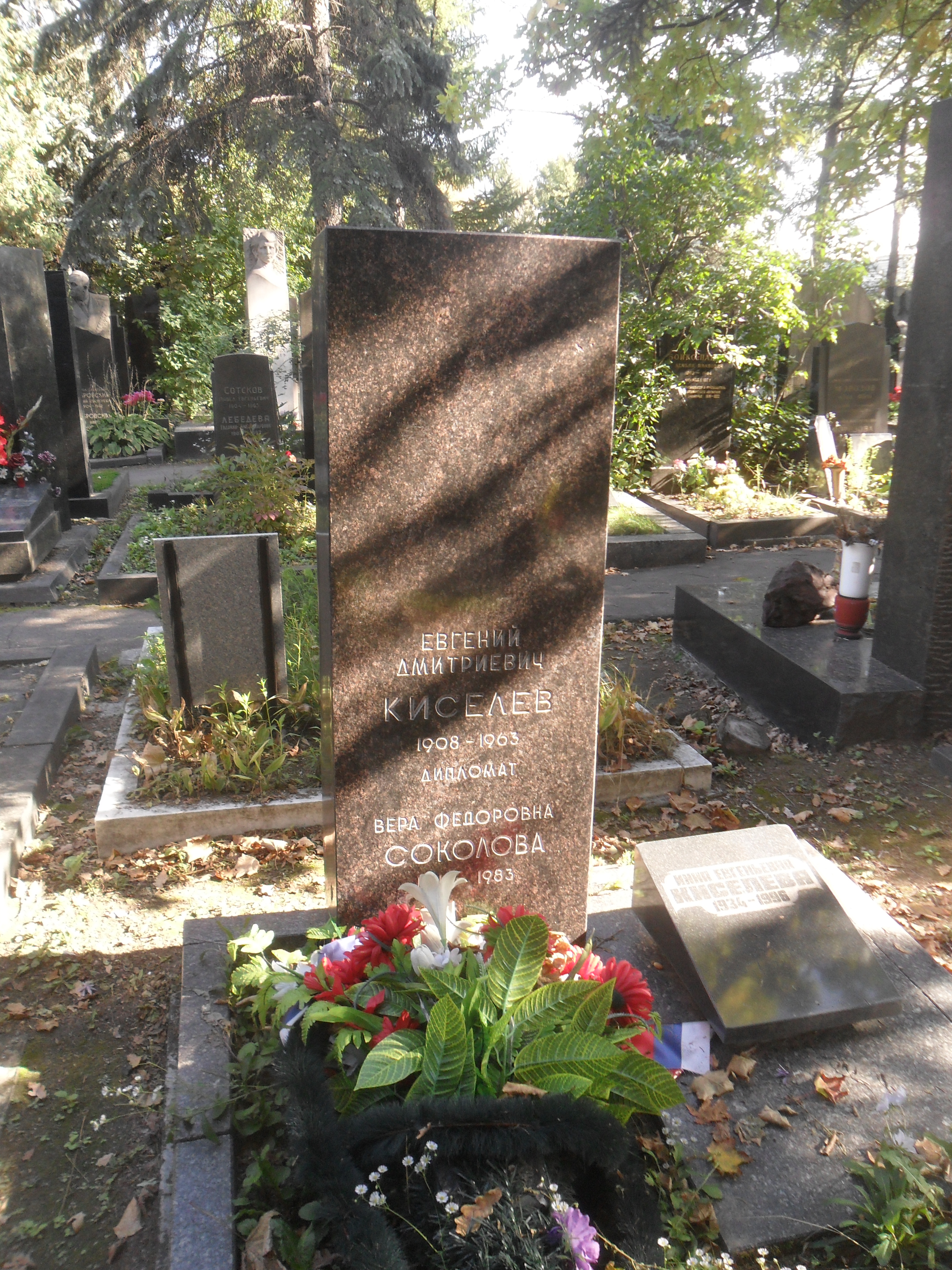
Могила Киселёва на Новодевичьем кладбище Москвы.

В 1945—1948 годах — политический советник по делам Австрии при главнокомандующем Центральной группой войск.
В 1946—1948 годах — политический представитель СССР в Австрии.
С 1948 по ноябрь 1949 года — заведующий Балканским отделом МИД СССР.
С 20 ноября 1949 по 14 июля 1954 являлся чрезвычайным и полномочным послом СССР в Венгрии.
В 1954—1955 годах занимал должности заведующего Протокольным отделом МИД СССР и заместителя заведующего II Европейским отделом МИД СССР.
С 31 декабря 1955 по 22 февраля 1958 года — чрезвычайный и полномочный посол СССР в Египте.
С 4 августа 1956 по 10 августа 1959 года — чрезвычайный и полномочный посланник СССР в Йемене по совместительству.
С 22 февраля 1958 по 3 августа 1959 года — чрезвычайный и полномочный посол СССР в Объединённой Арабской Республике.
В 1959—1962 годах заведовал Отделом стран Ближнего Востока МИД СССР.
С 1962 по 17 апреля 1963 года — заместитель генерального секретаря Организации Объединённых Наций по политическим вопросам.

## Награды
- Орден Отечественной войны II степени (5 ноября 1945)
- Орден Трудового Красного Знамени (3 ноября 1944)